# Wallowa Lake
Wallowa Lake – jednostka osadnicza w Stanach Zjednoczonych, w stanie Oregon, w hrabstwie Wallowa.